# Clay Wieter
Clay Wieter (* in St. Louis) ist ein US-amerikanischer Volleyballspieler.

## Karriere
Wieter begann seine Karriere an der Lindbergh High School. Von 2020 bis 2024 studierte er an der Lindenwood University und spielte in der Universitätsmannschaft Lions. Sein letztes Studienjahr absolvierte er an der University of Hawaiʻi at Mānoa. 2025 wurde der Außenangreifer vom deutschen Bundesligisten Volley Goats Mitteldeutschland verpflichtet.